# خانواده: پیوند ناگسستنی
خانواده: پیوند ناگسستنی (کره‌ای: 패밀리) یک مجموعهٔ تلویزیونی کره جنوبی سال ۲۰۲۳ به کارگردانی جانگ جونگ دو و با بازی جانگ هیوک، جانگ نا-را، چه جونگ آن و کیم نام-هی است. این مجموعه از ۱۷ آوریل تا ۲۳ مه ۲۰۲۳، روزهای دوشنبه و سه‌شنبه ساعت ۲۰:۵۰ (کی‌اس‌تی) از تی‌وی‌ان پخش شد. همچنین برای پخش در دیزنی پلاس در مناطق انتخاب شده در دسترس است.

## خلاصهٔ داستان
کوان دو-هون (جانگ هیوک) یک تک تیرانداز و مأمور مخفی سرویس اطلاعات ملی است که خود را در پوشش یک کارمند معمولی پنهان کرده‌است؛ همسر او کانگ یو-را (جانگ نا-را)، یک زن خانه‌دار بوده که همیشه آرزوی داشتن یک خانواده عالی را داشته‌است. اما او رازی دارد که هیچ‌کس از آن خبر ندارد.

## بازیگران

### اصلی
- جانگ هیوک در نقش کوان دو هون[۹]
- جانگ نا-را در نقش کانگ یو را[۱۰]
- چه جونگ آن در نقش اوه چون ریون[۱۱]
- کیم نام-هی در نقش ته گو[۱۲]